# Pseudodax moluccanus
Pseudodax moluccanus är en fiskart som först beskrevs av Valenciennes, 1840.  Pseudodax moluccanus ingår i släktet Pseudodax och familjen läppfiskar. IUCN kategoriserar arten globalt som livskraftig. Inga underarter finns listade i Catalogue of Life.